# Українська бавовна. САУ «Богдана» (монета)
Украї́нська баво́вна. САУ «Богда́на» — пам'ятна монета номіналом 5 гривень, випущена Національним банком України, присвячена самохідній артилерійській установці «Богдана». Ця 155-мм гаубиця на колісному шасі, розроблена з урахуванням передових технологічних рішень станом на 2020-ті роки, стала ключовим елементом артилерійського потенціалу Збройних Сил України.
Монету введено в обіг 23 червня 2025 року. Вона належить до серії «Збройні Сили України». 
Продаж монети в інтернет-магазині НБУ відбувався 24 і 27 червня 2025 року.

## Опис монети та характеристики
| Номінал грн. | Метал      | Маса, г | Діаметр, мм | Якість виготовлення       | Гурт     | Тираж, штук |
| ------------ | ---------- | ------- | ----------- | ------------------------- | -------- | ----------- |
| 5            | нейзильбер | 16,54   | 35,0        | спеціальний анциркулейтед | рифлений | 50 000      |

### Аверс

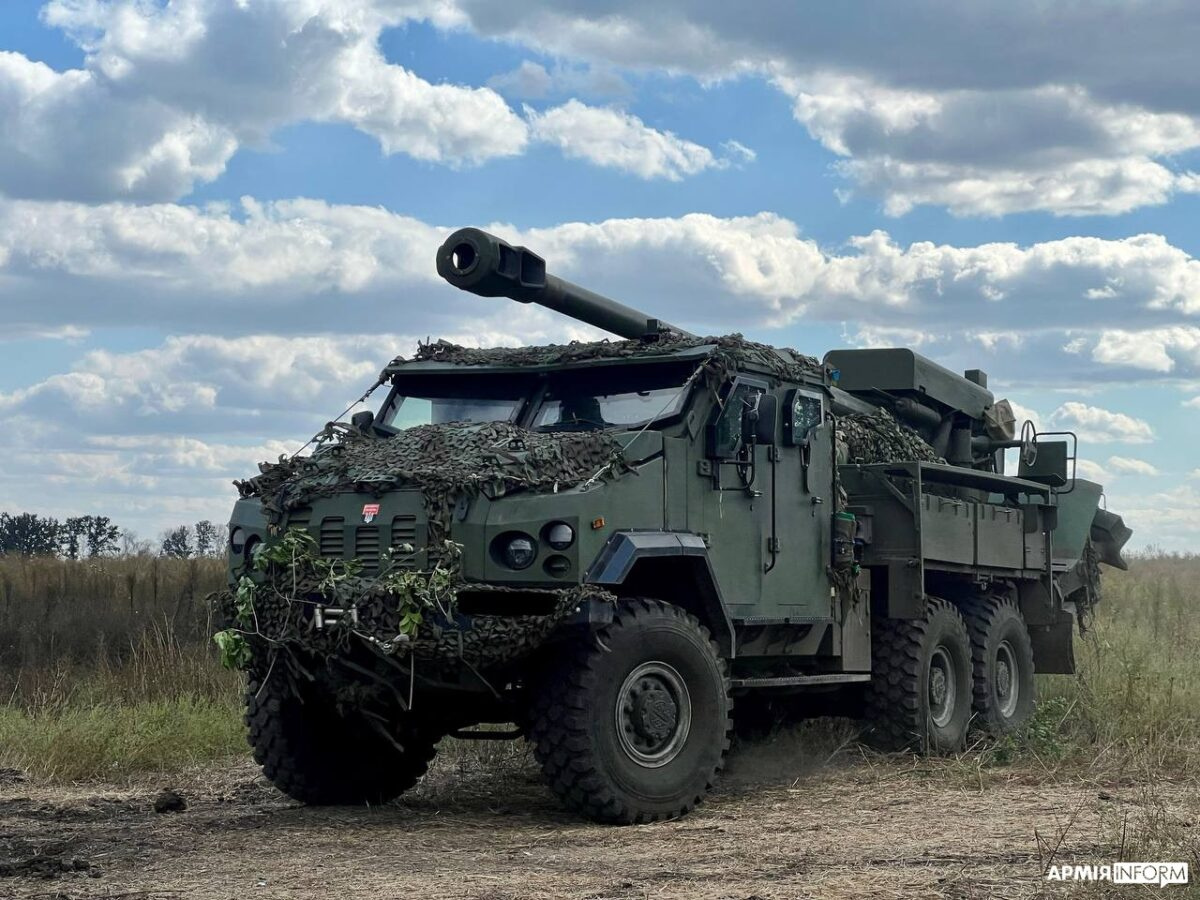
САУ «Богдана» на шасі МАЗ

На аверсі монети на дзеркальному тлі зображено абрис острова Зміїний, який було успішно звільнено за підтримки САУ «Богдана». Поблизу острова — стилізовані змії, які залишають територію, як символ відступу ворога. Угорі монети — малий Державний Герб України; ліворуч на блискавкоподібних зигзагах, що уособлюють потужність ударів артилерії, розташовані написи: «УКРАЇНА» (вертикально), рік карбування монети — «2025», а також номінал «5» та графічний знак гривні. Унизу по центру зазначено логотип Банкнотно-монетного двору Національного банку України.

### Реверс
На реверсі монети зображено самохідну артилерійську установку «Богдана» у момент бойового розгортання на степовому ландшафті, що підкреслює її мобільність та пристосованість до різних умов ведення бою. У динаміці пострілу передано міць української артилерії, а на тлі монети — силует портрета Богдана Хмельницького, що символізує незламний дух українського воїнства та історичну вісь, яка об'єднує минуле і сьогодення в боротьбі за незалежність. У нижній частині монети — напис «САУ «БОГДАНА»».

Весь тираж було випущено у сувенірних упаковках
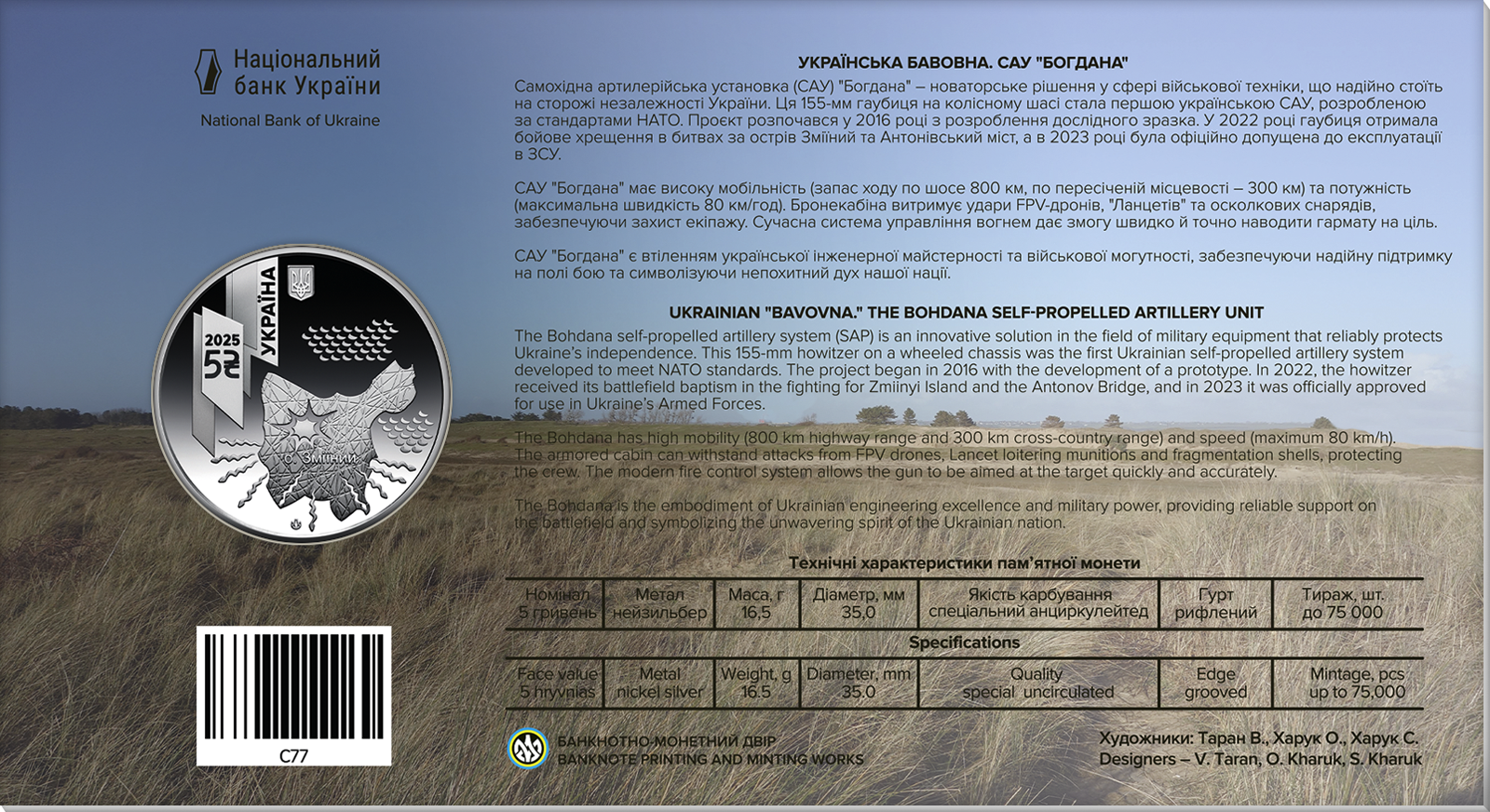
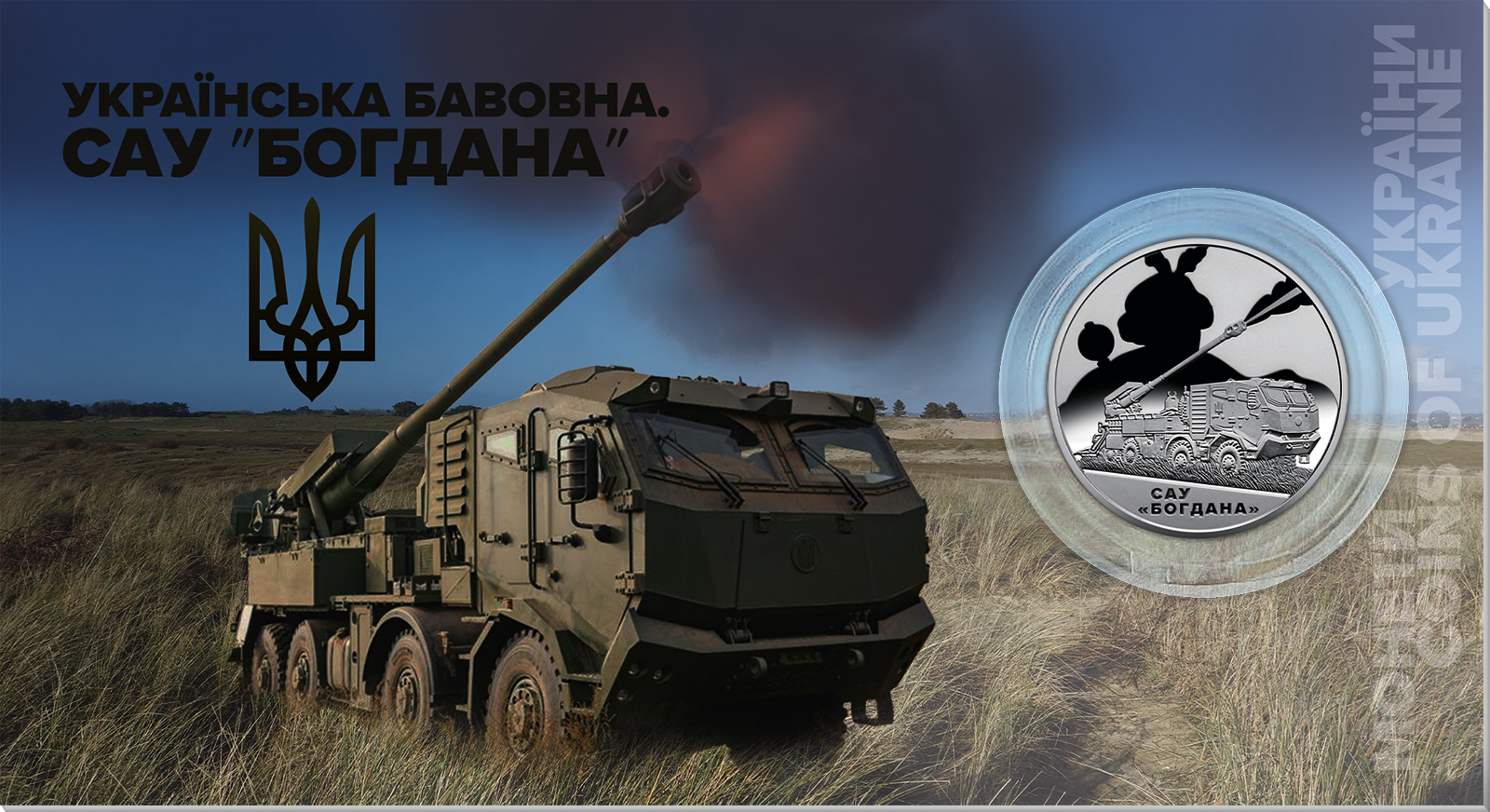

## Автори
- Художники: Таран Володимир, Харук Олександр, Харук Сергій.
- Скульптори — Дем'яненко Володимир.

## Вартість монети
Під час введення монети в обіг 2025 року, Національний банк України реалізовував монету за ціною 176 гривень.
Фактична приблизна вартість монети, з роками змінювалася так:
| Рік        | 2026 | 2027 | 2028 |
| ---------- | ---- | ---- | ---- |
| Ціна, грн. |      |      |      |